# Резедовые
Резедовые (лат. Resedaceae) — семейство двудольных растений.
В системе APG II семейство относится к порядку Капустоцветные. В системе Кронквиста резедовые входят в порядок Capparales (каперсовые, каперсоцветные).

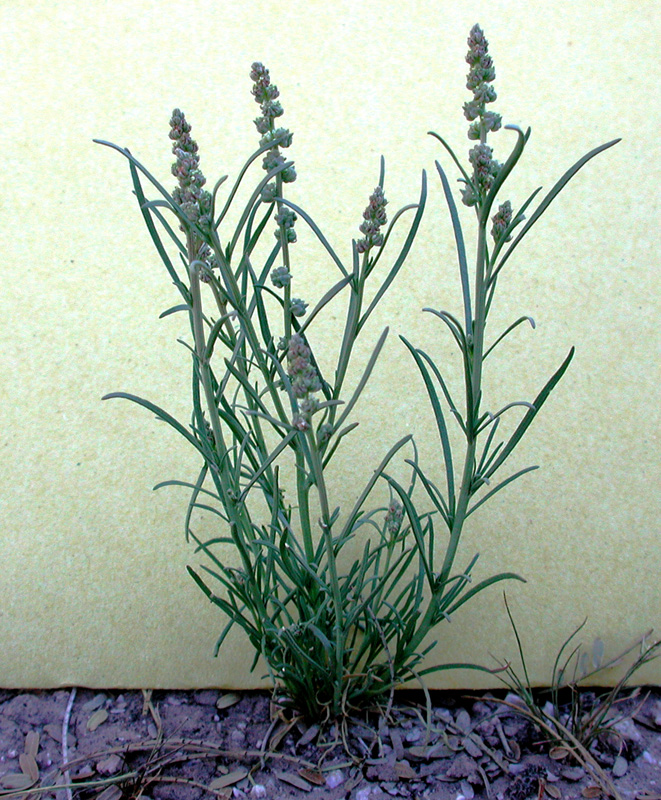
Oligomeris linifolia. Аризона, США.

## Распространение, описание
Ареал семейства включает умеренные и субтропические области Европы, Северной Африки, западной Азии, Среднего Востока и Южной Америки.
Представители семейства — однолетние, двулетние и многолетние травянистые растения.

## Использование
Некоторые представители семейства — декоративные растения.
Некоторые виды резеды культивируют для получения эфирных масел, используемых в парфюмерии, а также для получения красителя, используемого в производстве красок и в текстильной промышленности.

## Роды
Семейство состоит примерно из 70 видов, объединённых в шесть родов:
- Caylusea A.St.-Hil. — Кайлусея
- Ochradenus Delile — Охраденус
- Oligomeris Delile — Олигомерис
- Randonia Coss. — Райдония
- Reseda L. — Резеда
- Sesamoides Ortega